# 北极村童话
《北极村童话》是中国作家迟子建的一部中篇小说，1986年发表于《人民文学》杂志。后收入作家出版社同名小说集。有英语、日语等外文译本。

## 情节
妈妈带着姐姐弟弟坐船走了，把“我”留在了北极村。在这儿“我”和姥姥、姥爷住在一起，并有一条叫“傻子”的狗作伴。猴姥年轻时被日本人玷污过，喜欢讲一些神鬼故事。姥爷特别珍视大舅带回来的西瓜，存着它的子儿。后来“我”无意中发现大舅已不在人世，姥爷怕姥姥伤心才瞒着家人。村东头有一个孤单的老奶奶，“我”是唯一去看她的人，她给“我”吃蚕豆和葵花籽，“我”给她送去月饼。“我”并设计了一幅画老奶奶的画，可是最终把它弄污了、烧了。冬天，“我”堆雪人玩，做笼子捕鸟，却总是把那些猎物放了。快过年的时候，猴姥告诉我们老奶奶的死讯，“我”和姥姥一起祭拜了她的坟墓。最终，“我”坐船离开了北极村，也离开了童年。

## 主题和风格
迟子建笔下的童年，有人与自然的融为一体:比如写云彩“有的像兔子蜷在那儿睡觉，有的像猫捉老鼠，还有的像狗、像鱼奔跑”。有本性的纯真:比如傻子狗因咬人被上了锁链，“我”却不嫌弃它，和它相互信任。还有老人给予的温情:老奶奶激发了“我”对文字的兴趣，给“我”做项圈，并向“我”描摹了北极光的绚烂。她成为了“我”童年的捍卫者。
《北极村童话》中的描写富于浪漫主义请调。老奶奶的家本住在江那边很远，她有一个被她男人带走的傻儿子。“通向她家的窄窄的小道，就是一具僵尸”，直到“我”打破了平静。政治使人际关系陷于冰冷，而“我”不谙世事则打破了禁忌。通过一个儿童的视角，作者呼唤着人性中的美与善。小说中的语言富有音韵美。里面插入了多首押韵的儿歌，并且多用叠音修辞来模拟主角稚嫩的语调。自然界的声音用摹声词得到了充分表现，句子的节奏也得到了精致的安排。